# 克里木山地

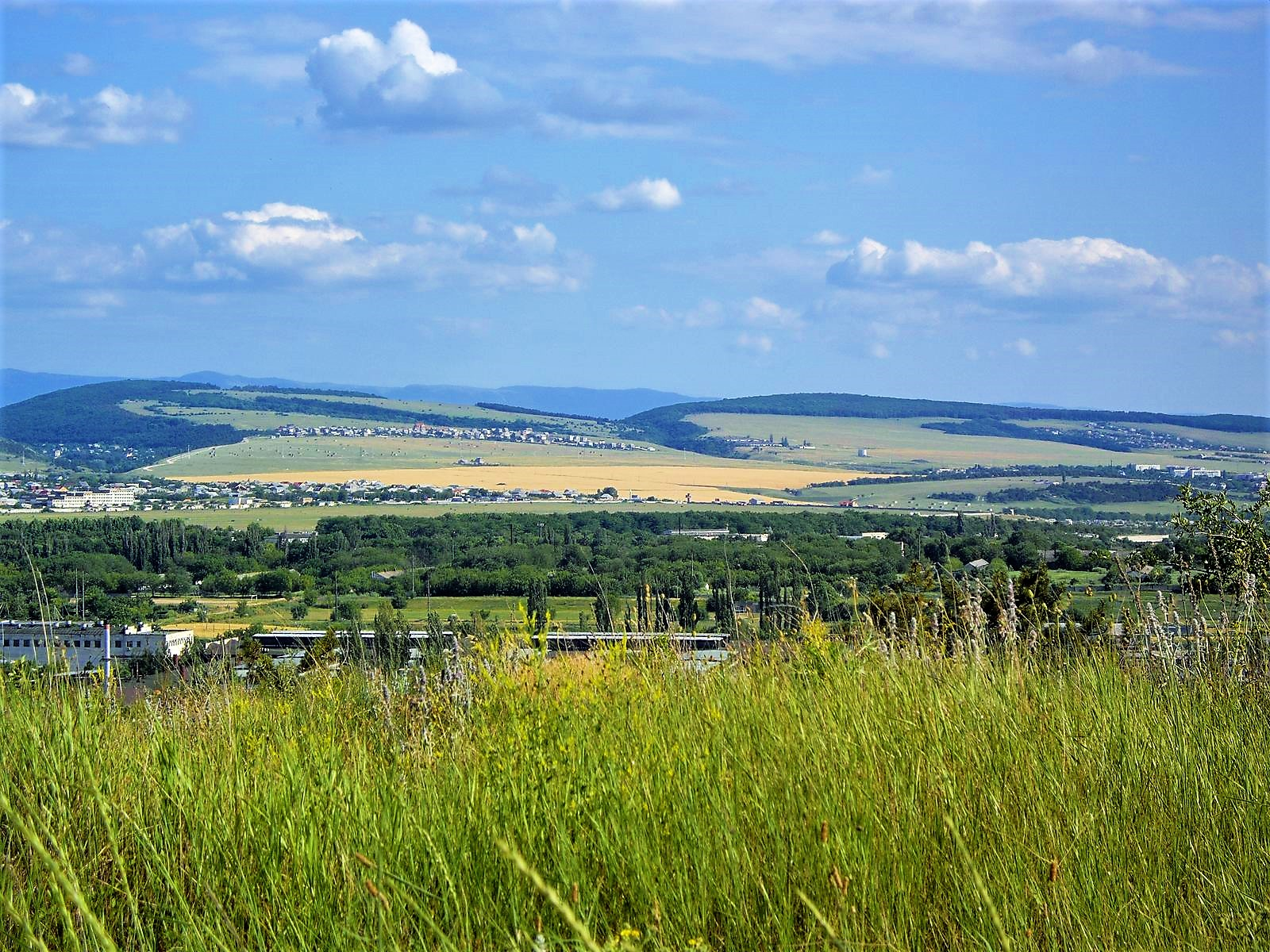

克里木山地（羅馬化：Krymski hory）是位於烏克蘭克里米亞半島的山脈，距離黑海沿岸約8至13公里，全長約150公里，最高點海拔高度1,545米，該山脈設有全世界最長的無軌電車系統——克里米亞無軌電車。